# Нганасански език
Нганасанският език (самоназвание: ня’’ /næʔ/) се говори от нганасаните на полуостров Таймир в северна Русия. Има два диалекта:
- авамски говор
- вадеевски говор

Езикът е застрашен от изчезване.

## Особености
- Осем гласни, два дифтонгоидни и 20 съгласни звука.

## Писменост
През 1990-те години се създава разширен вариант на кирилицата.
| А а | Б б | В в | Г г | Д д | Е е | Ё ё | Ж ж |
| З з | З̌ з̌ | И и | Й й | ’’  | К к | Л л | М м |
| Н н | Ӈ ӈ | О о | Ө ө | П п | Р р | С с | Ç ç |
| Т т | У у | Ү ү | Ф ф | Х х | Ц ц | Ч ч | Ш ш |
| Щ щ | Ъ ъ | Ы ы | Ь ь | Э э | Ә ә | Ю ю | Я я |